# Municipio de Pleasant (condado de Franklin)
El municipio de Pleasant (en inglés, Pleasant Township) es un municipio ubicado en el condado de Franklin, en el estado estadounidense de Ohio. Según el censo del año 2020, tiene una población de 6757 habitantes.

## Geografía
El municipio de Pleasant se encuentra ubicado en las coordenadas 39°52′4″N 83°11′40″O / 39.86778, -83.19444. Según la Oficina del Censo de los Estados Unidos, el municipio tiene una superficie total de 112.9 km², de la cual 111.4 km² corresponden a tierra firme y 1.5 km² es agua.

## Demografía
Según el censo de 2010, había 6671 personas residiendo en el municipio de Pleasant. La densidad de población era de 59,11 hab./km². De los 6671 habitantes, el municipio de Pleasant estaba compuesto por el 96.7% blancos, el 0.84% eran afroamericanos, el 0.21% eran amerindios, el 0.45% eran asiáticos, el 0.01% eran isleños del Pacífico, el 0.51% eran de otras razas y el 1.27% pertenecían a dos o más razas. Del total de la población el 1.18% eran hispanos o latinos de cualquier raza.